# Poljske svjetske igre
Poljske svjetske igre (polj. Światowe Igrzyska Polonijne), godišnje su višešportsko natjecanje poljskoga iseljeništva koje se održava u Poljskoj naizmjenično jedne godine kao ljetne, a iduće kao zimske igre, u organizaciji Društva „Poljska zajednica”. Prve su održane u Varšavi 1934. s 381 natjecateljem iz trinaest država. Igre su nakon četrdesetogodišnje stanke obnovljene 1974. u Krakówu i od tada se održavaju redovito. Igre je do 2012. ugostilo sedamnaest gradova-domaćina. Prenose se na televizijskome kanalu TVP Polonia.
Papa Ivan Pavao II. bio je gost Ljetnih igara 1991. Predsjednik Lech Kaczyński otvorio je Zimske igre 2010. Na Igrama su sudjelovali i olimpijci poljskoga podrijetla (bacačica kugle Bożena Wojciekian, atletičarka Stanisława Walasiewicz, plivačica Irène Debrunner). Kao posjetitelji, Igrama su prisustvovali i brojni poljski športaši, političari i javne osobe.

## Vanjske poveznice
- Službene stranice  Arhivirana inačica izvorne stranice od 24. ožujka 2024. (Wayback Machine)